# Montevideo, Minnesota
Montevideo là một thành phố thuộc quận Chippewa, tiểu bang Minnesota, Hoa Kỳ. Năm 2010, dân số của thành phố này là 5383 người.

## Dân số
- Dân số năm 2000: 5346 người.
- Dân số năm 2010: 5383 người.